# Кроткова, Христина Павловна
Христи́на Па́вловна Кротко́ва, иногда — Кро́ткова, в замужестве Христина Франкфурт (13 января 1904, Самара — 6 октября 1965, Москва) — русская поэтесса и прозаик первой волны эмиграции, переводчик, литературный критик, участник поэтической группы пражский «Скит», позднее — диктор русской редакции «Голоса Америки».

## Биография
Родилась в учительской семье, оба родителя — убеждённые педагоги-новаторы, подвижники своего дела с широкими демократическими взглядами. В 1904—1906 годах отец Христины, преподаватель натуральной истории, находился под негласным надзором полиции из-за активного участия в рабочих кружках, где читал бесплатные лекции по естественным наукам и занимался просветительской работой.
Первые годы семья долго не оставалась на одном месте, переезды были частыми. Только к 1907 году Павел Владимирович Кротков получил разрешение на проживание в Москве, где его дочь училась в нескольких экспериментальных («авторских») школах. В это время отец Христины сотрудничал в московском журнале «Свободное воспитание», участвовал в составлении различных методических пособий по естествознанию (1909—1911 годы), выпустил несколько популярных книг по природоведению и минералогии, которые переиздавались до 1917 года.
После 1917 года и во время гражданской войны переезды семьи возобновились с новой силой, сначала на юг России, а затем в Украину. Старший брат Христины, Глеб Кротков участвовал в гражданской войне на стороне белых. Гимназию и учительскую семинарию Xристина смогла окончить уже в Екатеринославе только в 1921 г., где в том же году поступила на металлургическое и химическое отделение Екатеринославского горного института.
К весне 1922 года родители Христины решили покинуть советскую Украину и перебраться в Чехословакию, где уже второй год находился их сын Глеб. После успешного нелегального перехода польской границы (втроём вместе с дочерью), они добрались до Праги. В скором времени Павел Кротков устроился работать преподавателем естествознания в русской реальной гимназии, а его жена стала воспитательницей в гимназическом пансионе.
Xристина Кроткова быстро освоилась на новом месте. Осенью 1922 года она поступила в Чешское высшее техническое училище, а через год перевелась в Карлов университет, где продолжила изучать химические и физические дисциплины, а затем получила диплом об окончании химического факультета. 21 ноября 1922 г. она присутствовала на одном из первых собраний пражского поэтического общества «Скит».

Я была на первом интимнике «Скита», где читала свои стихи Марина Цветаева. На меня она произвела малоинтеллигентное впечатление, как это ни странно. Может быть, в этом виновата и её манера держать себя. Напыщенность может быть искупаема только неподдельным пафосом, и отсутствие искренности в этом убийственно безвкусностью.— из дневников Христины Кротковой, 7 декабря 1922 г.
В 1924 г. Христина вышла замуж за Иосифа (Осипа) Самойловича Франкфурта (1905—1986). В 1926 г. в браке родился единственный сын. В 1929 году вместе с мужем и сыном перебралась во Францию, где первое время зарабатывала на жизнь вязанием и шитьём, жила бедно, в пригороде Парижа. В 1937 году вместе с семьёй переехала в Канаду (Торонто), где раньше обосновались родители вместе с братом Глебом, там несколько лет брала уроки в торонтской консерватории, а в 1939 году перебралась в Нью-Йорк. Во время войны участвовала в сборе средств на нужды Красной и Чехословацкой армий.
В Нью-Йорке Христина Кроткова регулярно сотрудничала с «Новым журналом» и периодическим изданием «Новоселье». С 1945 г. работала штатной переводчицей при Организации Объединенных Наций в Нью-Йорке и Женеве, в 1955 г. стала действительным членом Общества русских инженеров.
Получив разрешение, в 1964 и 1965 гг. она дважды приезжала в Москву, где во второй приезд скоропостижно скончалась от сердечного приступа 10 октября 1965 года. Была похоронена на подмосковном химкинском кладбище.

## Творчество
До 1929 года Христина Кроткова была заметным и активным участником пражского «Скита поэтов». Первое время печаталась под псевдонимом К. Ирманцева, затем — под фамилией мужа (Х. Франкфурт) и, наконец, под девичьей фамилией, под которой, в основном, и была известна. Как литературный критик и прозаик также публиковалась под псевдонимами Аз буки, Авдотья Миколайчук и Вас. Бобылкин.
В 1922 году Христина Кроткова опубликовала первое стихотворение в студенческом журнале «Метла». В 20-х гг. стихи Кротковой часто публиковались в чешских периодических изданиях, в частности, в журналах «Студенческие годы», «Годы», «Перезвоны», «Своими путями», «Воля России».
Известна её доверительная переписка начала 1930-х с Мариной Цветаевой. Все письма отличаются необычной открытостью интонации и непринуждённостью тона.

Второй раз в том же 1922 году читали в «Ските поэтов» свои стихи. Я рассматривала Вас с интересом и недружелюбием — о Вашем пути я уже слышала, стихи и «Королевские размышления» читала и знала, что мой путь иной. Читали Вы красиво, как и соответствовало Вашим стихам. Они были сложны, мне не хотелось несколько фраз, исчерпывающих и осмысливающих весь мир. Волосы стрижены не то по-купечески, не то по-ямщицки, как-то по-московски. И говор московский. Этот размах, эта удаль меня и восхищала, и несколько обижала — она была высокомерна и поглощена собой.
Третий раз — на Пасхе. Шли вместе к заутрене. Служили её в шесть вечера, так как в полночь священник должен был служить в Праге. Вы пришли из Еловищ, спустились с гор. Разговаривали не со мной и сыпали афоризмами. Мне хотелось ответить Вам такими же афоризмами, но я молчала с девятнадцатилетней гордостью.— Христина Кроткова (из дневника), 17 января 1931 г.
В Париже Кроткова посещала собрания литературного объединения «Кочевье», публиковалась в журналах «Русские записки» и «Современные записки».
Первый поэтический сборник Христины Кротковой «Белым по чёрному» был опубликован в 1951 году почти одновременно в Париже и Нью-Йорке, получив благожелательные отзывы. Также её стихи печатались в антологиях «Эстафета» (1948) и «На Западе» (1953).